# Ивичук, Андрей Владимирович
Андрей Владимирович Ивичук (род. 29 марта 1982 года, Кобрин) — профессиональный тренер по боксу.

## Биография
Андрей Владимирович Ивичук родился 29 марта 1982 года в Кобрине, Белорусской ССР. Начал заниматься боксом в 14 лет. Провёл около 150 боёв в любительском боксе, в 2002 году выполнил норматив мастера спорта. В 2000-2001 годах был членом национальной сборной команды Республики Беларусь.
С 2001 по 2006 год провёл 15 боёв в профессиональном боксе, выиграл турнир «Реактивный бокс».
В 2004 году окончил Белорусский государственный университет физической культуры по специальности «преподаватель физической культуры, тренер по боксу» и начал тренерскую деятельность. Тренировать начал в городе Кобрине в 2006 году в детской юношеской спортивной школе  проработал в ней 5 лет. За это время подготовил 3 мастеров спорта и 8 кандидатов в мастера спорта.
В 2011 году переехал в Москву, где первоначально работал тренером по боксу в фитнес-клубах. Позже стал главным тренером команды «Fight Nights Global».
Тренировал множество известных спортсменов, среди которых бойцы смешанного стиля Али Багаутинов, Бату Хасиков, Владимир Минеев, Расул Мирзаев, Виталий Минаков, Андрей Орловский; боксёры
Алексей Папин, Андрей Сироткин, Фатима Дудиева, Георгий Челохсаев и другие.
В 2018 году основал в Москве боксерский клуб под своим брендом “Bupas Gym”, на базе которого готовятся к поединкам профессиональные бойцы ММА и боксеры из России и мира.

## Статистика профессиональных боёв
В таблице перечислены результаты всех поединков боксёров.
В каждой строке указан результат поединка. Дополнительно номер поединка обозначен цветом, который обозначает итог поединка. Расшифровка обозначений и цветов представлена в нижеследующей таблице.
| Пример | Расшифровка                     |
| ------ | ------------------------------- |
|        | Победа                          |
|        | Ничья                           |
|        | Поражение                       |
|        | Планируемый поединок            |
|        | Поединок признан несостоявшимся |
| КО     | Нокаут                          |
| ТКО    | Технический нокаут              |
| PTS    | Решение судей (по очкам)        |
| UD     | Единогласное решение судей      |
| MD     | Решение большинства судей       |
| SD     | Раздельное решение судей        |
| RTD    | Отказ от продолжения боя        |
| DQ     | Дисквалификация                 |
| NC     | Поединок признан несостоявшимся |

| Бой | Дата            | Соперник                     | Место проведения      | Раундов | Примечание              |
| --- | --------------- | ---------------------------- | --------------------- | ------- | ----------------------- |
| 9   | 17 мая 2006     | Сергей Наварко (6-8-0)       | Минск, Белоруссия     | UD      |                         |
| 8   | 8 июня 2005     | Дмитрий Кутас (0-5-0)        | Минск, Белоруссия     | PTS     |                         |
| 7   | 21 мая 2005     | Александр Кобринский (0-3-0) | Молодечно, Белоруссия | PTS     |                         |
| 6   | 11 мая 2005     | Андрей Чернявский (дебют)    | Минск, Белоруссия     | PTS     |                         |
| 5   | 7 апреля 2005   | Олег Мартюшенко (дебют)      | Минск, Белоруссия     | TKO     |                         |
| 4   | 3 марта 2005    | Евгений Кафанов (0-3-0)      | Минск, Белоруссия     | TKO     |                         |
| 3   | 30 декабря 2003 | Габриэль Ботос (1-23-3)      | Святой Пётр, Чехия    | KO      |                         |
| 2   | 14 ноября 2003  | Радек Грабак (6-9-1)         | Прага, Чехия          | SD      |                         |
| 1   | 26 октября 2001 | Павел Мелешко (дебют)        | Минск, Белоруссия     | SD      | Профессиональный дебют. |